# Ernst Martens (Diplomat)
Ernst Martens (* 20. Juli 1949 in Hamburg) ist ein deutscher Diplomat.

## Leben
Martens erwarb während eines Aufenthalts als Austauschschüler in Michigan 1967 einen High-School-Abschluss und studierte nach dem Abitur an der Stormarnschule in Ahrensburg Rechtswissenschaften an der Georg-August-Universität Göttingen. Nach dem Ersten Staatsexamen 1973 setzte er seine juristische Ausbildung in der Rechtsabteilung der Vereinten Nationen in New York City fort und erwarb 1975 einen Master of Laws (LL.M.) an der University of California, Berkeley. Nach dem Erwerb eines Diploms an der Haager Akademie für Völkerrecht legte er 1979 sein Zweites Staatsexamen ab und war danach wissenschaftlicher Assistent am Institut für Völkerrecht und Europäisches Recht der Georg-August-Universität Göttingen, an der er auch Rechtsberater des Rektors und des Kanzlers war.
1980 trat er in den auswärtigen Dienst und war zunächst Attaché für technische Zusammenarbeit in der Wirtschaftsabteilung des Auswärtigen Amtes in Bonn. Während dieser Zeit legte er 1982 auch seine Promotion an der Georg-August-Universität Göttingen mit einer Dissertation zum Thema Küstenstaatliche Meeresjurisdiktion, treuhänderisches Tätigwerden ab. Im Anschluss war er zwischen 1982 und 1986 Leiter des Kultur-Referats an der Botschaft in Indonesien und anschließend nach seiner Rückkehr Referent für Völkerrecht im Auswärtigen Amt.
Nach einer Verwendung als Ständiger Vertreter des Botschafters in Paraguay von 1989 bis 1992 war er bis 1995 Rechtsberater der Ständigen Vertretung bei der UNO und als solcher auch Delegierter im Sechsten Ausschuss der Generalversammlung der Vereinten Nationen.
1995 kehrte er ins Auswärtige Amt nach Berlin zurück und war stellvertretender Leiter des Referats Vertragsrecht und nahm in dieser Funktion auch als Leiter von Delegationen an Internationalen Konferenzen wie zum Beispiel zur Restrukturierung von Internationalen Organisationen teil. Danach war er von 2000 bis 2003 Ständiger Vertreter des Botschafters in Algerien, ehe er bis 2006 Referatsleiter für Zivilrecht, Handelsrecht, Wirtschaftsrecht und Internationales Privatrecht im Auswärtigen Amt war.
Nach einer einjährigen Tätigkeit als Fellow am Weatherhead Center for Internationales Affairs der Harvard University wurde er 2007 als Nachfolger von Helmut Ohlraun Botschafter in Trinidad und Tobago. Von 2010 bis 2014 war er Botschafter in Costa Rica als Nachfolger von Wolf Daerr, während Stefan Schlüter neuer Botschafter in Trinidad und Tobago wurde.